# Gabriel Ruprich-Robert
 (juin 2010).
Si vous disposez d'ouvrages ou d'articles de référence ou si vous connaissez des sites web de qualité traitant du thème abordé ici, merci de compléter l'article en donnant les références utiles à sa vérifiabilité et en les liant à la section « Notes et références ».
Gabriel Ruprich-Robert, né en 1859 et mort en 1953, est un architecte français, historien de l’art, archéologue, architecte en chef des monuments historiques.

## Biographie
Gabriel Ruprich-Robert, fils de Victor Ruprich-Robert, a étudié avec son père et à l'école nationale des Beaux Arts. Il a été architecte en chef des monuments historiques des départements du Puy-de-Dôme, du Calvados, d'Eure-et-Loir et de l'Eure.

## Réalisations
Il a dirigé à trois reprises, entre 1901 et 1906, les fouilles archéologiques du temple de Mercure, au sommet du puy de Dôme. En 1898, il contribue à la réfection de l'institut catholique de Paris.